# Peremojne, Odesa
Peremojne (în ucraineană Переможне) este un sat în comuna Krasnosilka din raionul Odesa, regiunea Odesa, Ucraina.

## Demografie
Componența lingvistică a localității Peremojne
     Ucraineană (95,28%)
     Rusă (2,47%)
     Belarusă (1,35%)
     Alte limbi (0,9%)
Conform recensământului din 2001, majoritatea populației localității Peremojne era vorbitoare de ucraineană (95,28%), existând în minoritate și vorbitori de rusă (2,47%) și belarusă (1,35%).